# Трећи диверзантски батаљон НОВ и ПО Хрватске
Трећи диверзантски батаљон НОВ и ПО Хрватске формиран је 28. новембра 1943. у Вртлинској крај Чазме. Састојао се од три чете: мославачке, пригорско-загорске и калничке. Након формирања бројао је 125 бораца и руководилаца диверзаната. За команданта батаљона именован је Мирко Палчић, а за политичког комесара Карло Пожар. Заменик команданта био је Душан Косијер, а заменик политичког комесара Фрањо Капуста.
Формирање батаљона представљало је нову фазу у организацији диверзантских дејстава. У претходном периоду, диверзантским акцијама бавиле су се неспецијализоване јединице (одреди, чете и батаљони), или специјализоване диверзантске групе у њиховом саставу. На територији Хрватске формирана су три диверзантска батаљона (Први, Други и Трећи). Они су се налазили под командом Диверзантске секције Главног штаба НОВ и ПО Хрватске и штабова корпуса и оперативних зона на чијој територији су били базирани и извршавали задатке. Трећи диверзантски батаљон дејствовао је на подручју 2. оперативне зоне Хрватске те је, у погледу извођења акција и садејства, потпадао под команду штаба Друге оперативне зоне Хрватске и Диверзатске секције Главног штаба НОВ и ПО Хрватске.
Основа за формирање 3. диверзантског батаљона биле су Мославачка диверзантска чета, поједине групе диверзаната на подручју северозападне Хрватске и једна десетина Другог диверзантског батаљона. Од једног дела ових снага попуном борцима из Загребачког и Мославачког НОП одреда, формирана је 1. диверзантска чета са два вода од по две десетине. 2. диверзантска чета формирана је од постојећих диверзантских група, десетине 2. диверзантског батаљона и 23 борца Загребачког НОП одреда. Трећа диверзантска чета је формирана од бјеловарских и калничких диверзаната, као и попуном нових бораца Калничког и Бјеловарског НОП одреда.
Чете Трећег диверзантског батаљона имале су следећи распоред и задатке:
- 1. чета (мославачка) на главној прузи Загреб-Новска од Дугог Села до Банове Јаруге;
- 2. чета (пригорско-загорска) на главној прузи Загреб-Дуго Село, Загреб-Зидани Мост и Загреб-Клањец (река Сутла);
- 3. чета (калничка) на железничким пругама Крижевци-Бјеловар и Бјеловар-Гарешница, са задатком да прошири своја дејства и у Међимурје.

Приликом оснивања Десетог загребачког корпуса НОВЈ 19. јануара 1944, Трећи диверзантски батаљон ушао је у састав овог корпуса.